# Rottenbuch
Rottenbuch is een plaats in de Duitse deelstaat Beieren, en maakt deel uit van het Landkreis Weilheim-Schongau.
Rottenbuch telt 1.818 inwoners.
In Rottenbuch bevindt zich een klooster, dat tot de opheffing in 1803 in gebruik was door augustijner koorheren. Het klooster werd gesticht in 1073. Na de opheffing is een deel van de gebouwen, waaronder de bibliotheek, verloren gegaan. De kloosterkerk bleef wel behouden. Deze oorspronkelijk 11e-eeuwse kerk is in gotische stijl uitgebreid en werd in het midden van de 18e eeuw door Franz Xaver Schmuzer in rococostijl opnieuw gedecoreerd en ingericht. In de kerk bevindt zich een Mariabeeld van Erasmus Grasser. De kerk heeft een vrijstaande klokkentoren. Sinds 1963 is het klooster weer in gebruik en wordt het bewoond door Dochters van Maria Hulp der Christenen (vrouwelijke Salesianen).

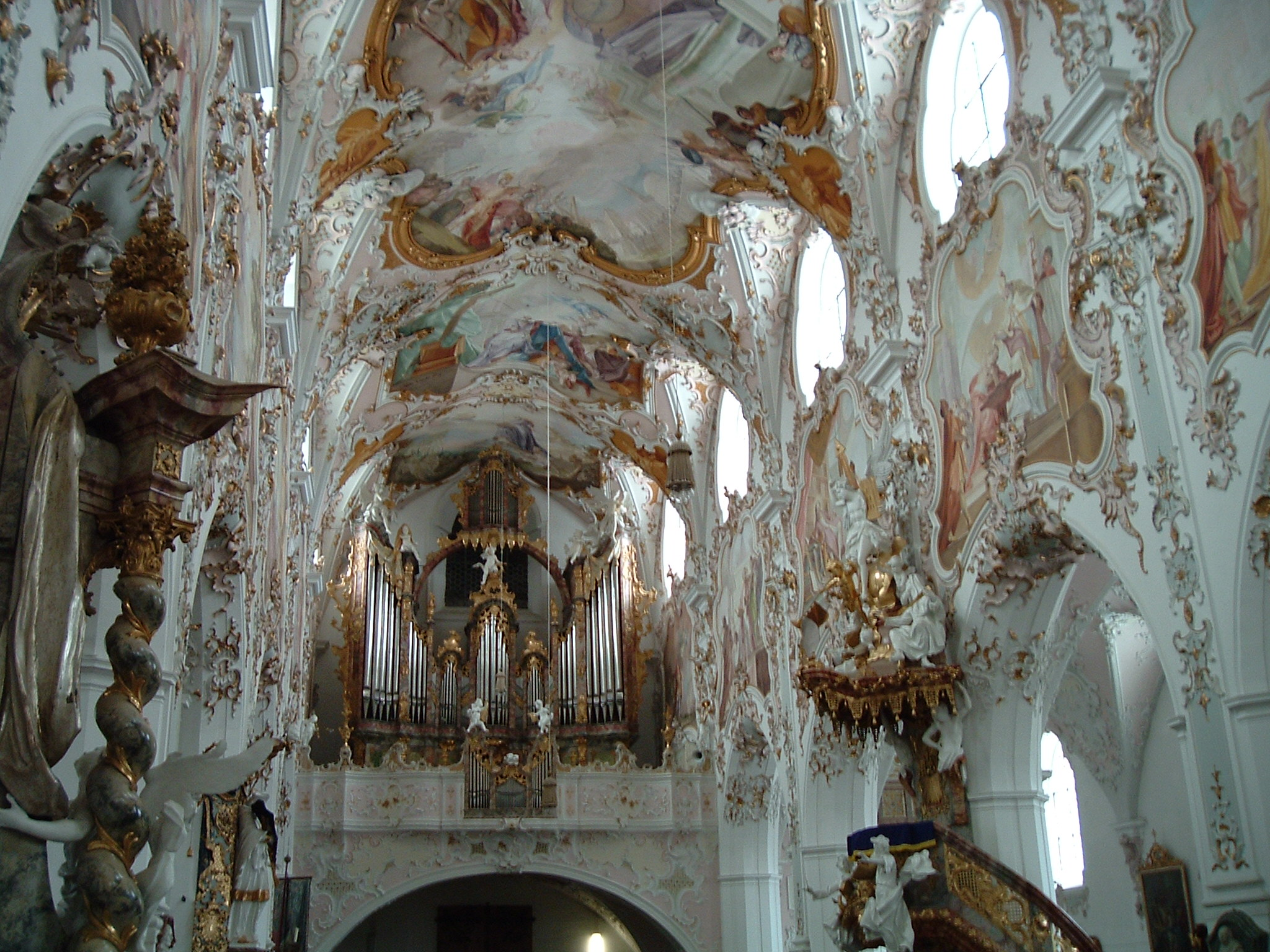
Interieur van de kloosterkerk van Rottenbuch

Altenstadt ·
Antdorf ·
Bernbeuren ·
Bernried ·
Böbing ·
Burggen ·
Eberfing ·
Eglfing ·
Habach ·
Hohenfurch ·
Hohenpeißenberg ·
Huglfing ·
Iffeldorf ·
Ingenried ·
Oberhausen ·
Obersöchering ·
Pähl ·
Peißenberg ·
Peiting ·
Penzberg ·
Polling ·
Prem ·
Raisting ·
Rottenbuch ·
Schongau ·
Schwabbruck ·
Schwabsoien ·
Seeshaupt ·
Sindelsdorf ·
Steingaden ·
Weilheim i.OB ·
Wessobrunn ·
Wielenbach ·
Wildsteig